# Jacques de Malenfant
Pour les articles homonymes, voir Malenfant.
Jacques de Malenfant, seigneur de Preyssac, est un parlementaire, lettré et bibliophile du XVIe siècle, né vers 1530 et mort après 1603, actif à Toulouse et à Paris.

## Biographie

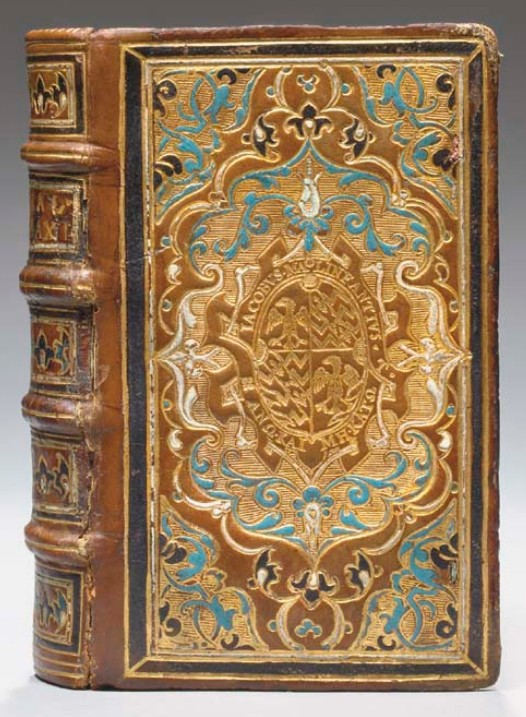
Une reliure aux armes de Jacques de Malenfant (anc. coll. Wittock).

Issu d’une famille parlementaire toulousaine, il est fils de Pierre de Malenfant (1506-1554), sieur de Preyssac [Pressac], conseiller au Parlement de Toulouse, et de Catherine de Minut, mariés le 12 septembre 1529. Il serait donc né vers 1530, sans doute l’aîné puisqu’il sera à son tour seigneur de Preyssac. En 1546, il est aumônier de Marguerite d’Angoulême, qui lui remet 50 écus sol pour s’entretenir à Paris où il part continuer ses études. On perd ensuite sa trace quelques années.
Il est ensuite repéré à Paris en 1565 lorsqu’il publie quelques vers néo-latins sur le trépas d’Adrien Turnèbe, qui avait causé scandale pour avoir, paraît-il, renié sa foi catholique sur son lit de mort, refusé l’extrême-onction et demandé des obsèques sans aucune cérémonie. Cette proximité avec Turnèbe, distingué lecteur au Collège royal, laisse supposer que Malenfant avait quitté le sud pour suivre Turnèbe, qui fut professeur de lettres à l’université de Toulouse de 1545 à 1547 avant de remonter à Paris en 1547 pour devenir lecteur royal pour le Grec. L’année suivante, en 1566, on sait que Malenfant achète plusieurs livres et leur donne des reliures coûteuses, citées plus bas.
En 1570, il est de retour à Toulouse et vit dans l’hôtel particulier de son père, sis dans la rue des Nobles (actuelle rue Fermat). Par contrat du 9 décembre 1570, il se marie avec Marthe de Potier, fille d’Étienne de Potier, seigneur de la Terrasse, premier Maître des requêtes de l’Hôtel du roi et Président à mortier du Parlement de Toulouse. Il semble qu’il se soit remarié en mai 1574 avec Françoise de Jouéry et qu’il ait eu, de l’une ou l’autre épouse, au moins trois enfants :
- Antoine de Malenfant, né en 1575, reçu chevalier de Malte en 1603 ;
- Étienne de Malenfant († 1647), sieur de Pressac greffier du parlement de Toulouse, bien connu pour avoir tenu entre 1602 et 1647 des chroniques très détaillées sur la vie parlementaire de cette ville ; il eut lui-même un fils Jean de Malenfant, également greffier du Parlement de Toulouse au milieu du XVIIe siècle ;
- Catherine de Malenfant, mariée au conseiller Hugues de Rudelle.

Encore quelques années, durant lesquelles on perd sa trace, et Jacques de Malenfant réapparaît en 1589 quand il reçoit un office de maître des requêtes de l’Hôtel du roi (peut-être par transmission de l’office de son beau-père ?). Cet office, qui rassemblait un corps réduit d’officiers assez proches de la personne royale, recouvrait nominalement la tâche qui consistait à rapporter au conseil du Roi les requêtes qui y étaient présentées, mais pratiquement des tâches assez variées où il fallait agir par délégation du roi. Malenfant accède à cet office le 8 février 1589, durant les troubles de la Ligue. Il travaille en fait pour le Parlement ligueur, et non pour celui du roi, qui est alors exilé à Tours avec la cour. La dernière trace qu’on a de Malenfant est un brevet du roi donné à Fontainebleau le 26 mai 1603 lui donnant permission, ainsi qu’à Guillaume de Ségla, sieur de Cayras, de se rendre à Notre-Dame de Montserrat et à Saint-Jacques-de-Galice, pour une raison non précisée. Vu son âge déjà avancé, il a dû décéder peu après.

## Reliures
Jacques de Malenfant fut amateur de belles reliures. On connaît plus de 25 livres portant ses armes ou son ex-libris manuscrit sous des reliures d’intérêt variable. En 1566 il a fait relier un ensemble de reliures de format in-16°, très typiques et assez chargées, portant au centre des plats ses armes écartelées, son nom IACOBUS MALINFANTIVS T[olosanus], et sa devise ΑΝΩ. ΚΑΙ. ΜΗ. ΚΑΤΩ. (En haut et jamais en bas), entourés d’une plaque aux arabesques toujours identique, le reste des plats étant en général couverts d’écoinçons et de fers répétés, variant d’une reliure à l’autre. La British Library conserve sous les cotes Davis 356, Davis 357 et C.66.d.3 des exemples typiques de cette série, dont on trouve d’autres exemples à la Bibliothèque municipale de Toulouse, à la Bibliothèque Mazarine, à la bibliothèque de Saint-Chamond, à Philadelphie, a la Bibliothèque de Histoire des Sciences "Carlo Viganò" dans l'Université Catholique du Sacré-Cœur de Brescia (FA 5A 1), des ventes récentes (notamment celle de la collection Wittock en 2004). Dans des livres de format supérieur il lui arrive de n’apposer que les lettres I. M. T. autour d’un motif central, comme c’est le cas sur ses Progymnasmata d’Aphtonius Sophista (Paris : 1564) ou sur un Aristophane de 1498. Dans ces deux cas un ex-libris manuscrit en assure la provenance.
Il est possible qu’à Paris Jacques de Malenfant ait fréquenté Jean II Brinon dans les années 1550-1555 : ils étaient hellénistes tous deux, amateurs de belles reliures, travaillaient dans le milieu parlementaire et furent maîtres des requêtes (dans le cas de Brinon, nommé seulement sans avoir exercé son office). Une reliure au moins de la bibliothèque de Brinon est passée dans celle de Malenfant, l’Aristophane de 1498 cité plus haut, qui porte à la fois la devise et le monogramme de Brinon et les initiales I. M. T., sur les deux plats. Une reliure de Thomas Mahieu, autre amateur bien connu, est également passée dans la bibliothèque de Malenfant : Le Miserie de li amanti de Nobile Socio (Venise : 1533).